# 스핀-궤도 상호작용
양자역학에서 스핀-궤도 상호작용(spin–orbit interaction) (스핀-궤도 결합(spin–orbit coupling 또는 스핀-궤도 효과(spin–orbit effect)라고도 부름)은 어떤 입자의 스핀과 어떤 퍼텐셜 내에서의 그 입자의 움직임 사이의 상대론적인 상호작용을 일컫는 말이다. 대표적인 예로 스핀-궤도 상호작용에 의해 전자의 에너지 준위가 치우치는 현상을 얘기할 수 있는데, 이 현상이 나타나는 이유는 전자의 자기 쌍극자와 그 전자의 오비탈 움직임, 그리고 양전하로 대전된 핵에 의한 정전기장 사이의 전자기적 상호작용 때문이다. 이 현상은 스펙트럼 선의 갈라짐으로 검출할 수 있는데, 두 가지 상대론적 효과 -- 하나는 전자 관점에서 느끼는 자기장이고 다른 하나는 전자 자체 스핀과 연관된 자기 모멘트 -- 사이의 제이만 효과 때문이라고 생각할 수 있다. 핵 안에서 움직이는 양성자와 중성자에도 각운동량과 강한 핵력 사이의 관계로 인해 이와 유사한 현상이 나타나며, 핵 껍데기 모형에서 에너지 준위의 치우침이 발생하게 된다. 스핀트로닉스 분야에서는 반도체 같은 물질 안에 있는 전자의 스핀-궤도 효과를 기술적으로 응용하는 방안을 연구한다. 스핀-궤도 효과는 자기 결정 이방성과 스핀 홀 효과의 원인 중 하나이다.
원자에서 스핀-궤도 결합으로 인한 에너지 준위의 치우침은 운동 에너지와 치터베베궁 효과에 대한 상대론적 보정치와 자릿수 면에서 비슷한 수준이다. 이렇게 세 가지 효과를 보정한 것을 전부 합쳐서 미세 구조라고 부른다. 스핀-궤도 효과는 전자의 정전기장 때문인 것이지 전자 궤도에 의해 생성되는 자기장 때문인 것은 아니라는 점에 유의하자. 전자에 의해 만들어진 자기장과 핵의 자기 모멘트 사이의 상호작용은 에너지 준위에 미치는 영향이 더 적어서 초미세 구조라고 부른다.

## 같이 보기
- 미세 구조
- 초미세 구조